# فالورانت
فالورانت (بالإنجليزية: Valorant)‏ هي لعبة فيديو مجانية متعددة اللاعبين تُلعب بمنظور الشخص الأول من تطوير ونشر شركة ريوت غيمز، وصدرت على نظام التشغيل مايكروسوفت ويندوز. أُعلن عن اللعبة تحت اسم "Project A" في أكتوبر2010، وصدرت بشكل رسمي في 2 يونيو 2015

## أسلوب اللعب
فالورانت هي لعبة تصويب تكتيكي قائمة على الفريق وأطلق النار من منظور الشخص الأول في المستقبل القريب.
يتحكم اللاعبون بمجموعة من الشخصيات التي تأتي من عدد كبير من البلدان والثقافات حول العالم. في وضع اللعبة الرئيسي، ينضم اللاعبون إلى الفريق المهاجم أو المدافع وكل فريق لديه خمسة لاعبين. الشخصيات لديهم قدرات فريدة ويستخدمون نظامًا ماليًا لشراء قدراتهم وأسلحتهم ودروعهم. تحتوي اللعبة على مجموعة متنوعة من الأسلحة مثل المسدسات، والبنادق الرشاشة، والبنادق، والرشاشات الثقيلة، والبنادق الهجومية، وبنادق القنص. الأسلحة مثل "Spectre" و "Odin" لها ارتداد كبير يجب أن يتحكم بها اللاعب حتى يتمكن من إطلاق النار بدقة.
في وضع اللعبة الرئيسي، تُلعب المباراة على أكثر من 25 جولة، لذا فإن الفريق الأول الذي يفوز بـ 13 جولة يفوز بالمباراة. يمتلك الفريق المهاجم قنبلة تسمى «سبايك»، والتي يحتاجون إلى زرعها في الموقع المحدد. إذا نجح الفريق المهاجم في زرع «سبايك» وانفجرت، فسيحصل على نقطة. إذا نجح الفريق المدافع في إبطال «سبايك»، أو انتها وقت الجولة، فسيحصل الفريق المدافع على نقطة. إذا قُتل جميع أعضاء الفريق، فإن الفريق المنافس يكسب نقطة. بعد 12 جولة، ينتقل الفريق المهاجم إلى الفريق المدافع والعكس صحيح.
في وضع سبايك راش، تُلعب المباراة على 7 جولات، لذا فإن الفريق الأول الذي يفوز بأربع جولات يفوز بالمباراة. صُمم هذا الوضع لتقليل طول اللعب بشكل أكبر، تكون عمليات إختيار الفريق المهاجم أو المدافع عشوائية في كل جولة، ويحمل كل لاعب مهاجم على «سبايك» الذي يمكنهم زراعتها في أي موقع.

## التطوير
فالورانت من تطوير ونشر شركة ريوت غيمز المطورة للعبة ليغ أوف ليجيندز.
بدأ تطوير اللعبة في عام 2014، داخل قسم البحث والتطوير. يعود الفضل إلى جو زيغلر، مخرج لعبة فالورانت بالفكرة الأولية لفالورانت أثناء إقتراح الألعاب المحتملة مع مطوري ريوت غيمز الآخرين. ديفيد نوتنغهام هو المخرج الإبداعي للعبة. تريفور رومليسكي هو مصمم ليغ أوف ليجيندز السابق، وسالفاتور جاروزو اللاعب المحترف السابق ومصمم الخرائط في كاونتر سترايك: جلوبال أوفينسيف هم مصممو لعبة فالورانت. موبي فرانك الفنان السابق في شركة فالف، الذي كان مصممًا للفنون والشخصيات لـ هاف-لايف 2 وتيم فورتريس 2، هو المدير الفني للعبة فالورانت.
بُنيت اللعبة باستخدام محرك الألعاب أنريل إنجن.

## الإصدار
كُشفت فالورانت لأول مرة تحت عنوان مبدئي باسم "Project A" في أكتوبر 2019.
أُعلن عن اللعبة رسميًا في 1 مارس 2020، من خلال مقطع فيديو حول اللعبة على اليوتيوب بعنوان "The Round".
أُطلق الإصدار التجريبي المغلق للعبة في 7 أبريل 2020. للحصول على فرصة تجربة اللعبة في طور البيتا، طُلب من اللاعبين التسجيل في كل من ريوت غيمز ومنصة البث المباشر تويتش. صدرت فالورانت في 2 يونيو 2020.

## الإستقبال
| استقبال                                            |        |
| -------------------------------------------------- | ------ |
| مجموع النقاط المجموع نقاط ميتاكريتيك 83/100 [ 18 ] |        |
| مجموع النقاط                                       |        |
| المجموع                                            | نقاط   |
| ميتاكريتيك                                         | 83/100 |

تمت مقارنة فالورانت بـ كاونتر سترايك: جلوبال أوفينسيف حيث تحتوي كلتا اللعبتين على فريقين في كل فريق خمس لاعبين، وأيضًا محاولة فريق لزرع قنبلة، وقورنة أيضًا أوفرواتش.
أشاد أوستن جوسلين من موقع "Polygon" بطور البيتا من فالورانت واصفًا إياها بأنها «واحدة من أكثر ألعاب التصويب التكتيكي متعة التي لعبت بها». في اليوم الأول من إطلاق النسخة التجريبية حصلت فالورانت على ثاني أكثر عدد مشاهدين متزامنين على منصة تويتش، مع 1.7 مليون مشاهد يتوافدون عبر عشرات البثوث. وفي المركز الأول لعبة ليغ أوف ليجيندز أيضًا من شركة ريوت غيمز، عندما شاهد 1.73 مليون شخص نهائي بطولة العالم 2019.

### برنامج مكافحة الغش في اللعبة
تعرضت اللعبة للانتقاد بسبب برنامجها المضاد للغش "Vanguard"، حيث كُشف عن تشغيل البرنامج على نواة نظام التشغيل، مما يسمح له بالوصول إلى نظام الكمبيوتر.
عبرت شبكة "OSNews" عن قلقها من أن تكون شركة ريوت غيمز المملوكة لشركة تينسنت الصينية أن تتجسس على اللاعبين، وأن يمكن استغلاله من قبل أطراف ثالثة. ومع ذلك قالت شركة ريوت غيمز أن نواة نظام التشغيل لا ترسل أي معلومات إليهم، وأطلقت الشركة مكافآت على التقارير التي تظهر نقاط ضعف في البرنامج.

## وصلات خارجية
- فالورانت على موقع IMDb (الإنجليزية)

- الموقع الرسمي